# Ум (річка)
Ум — річка в Томському районі Томської області Росії. Гирло річки знаходиться в 90 км від гирла по лівому березі річки Том, в селі Барабинка. Довжина річки становить 41 км.
На річці розташовані села Кандинка, Барабинка і Госконюшня, урочища Скоп, Томторг, Смокотино.
Застарілі назви річки: Увамова, Караулка, Вартова, Вартова (Ум).

## Водосховище
У 1980-ті роки біля села Кандинка на річці споруджена гребля, утворює водосховище довжиною близько 5 км. Глибина водосховища становить 12-14 метрів, берегова лінія — 8,6 кілометра, об'єм — 8 мільйонів кубометрів. У 2008 році в ставок було випущено близько півтонни дорослих особин товстолобика і білого амура, проте в 2010 році вода була майже повністю спущена для ремонту греблі. В 2013 році у відновлений ставок випущено 500 молодих щук. У 2017 році із-за розмиття укосу греблі виник ризик її прориву, тому балансоутримувач (ОГБУ «Облкомприрода») підтримує низький рівень води. Ремонт дамби запланований на 2020 рік.

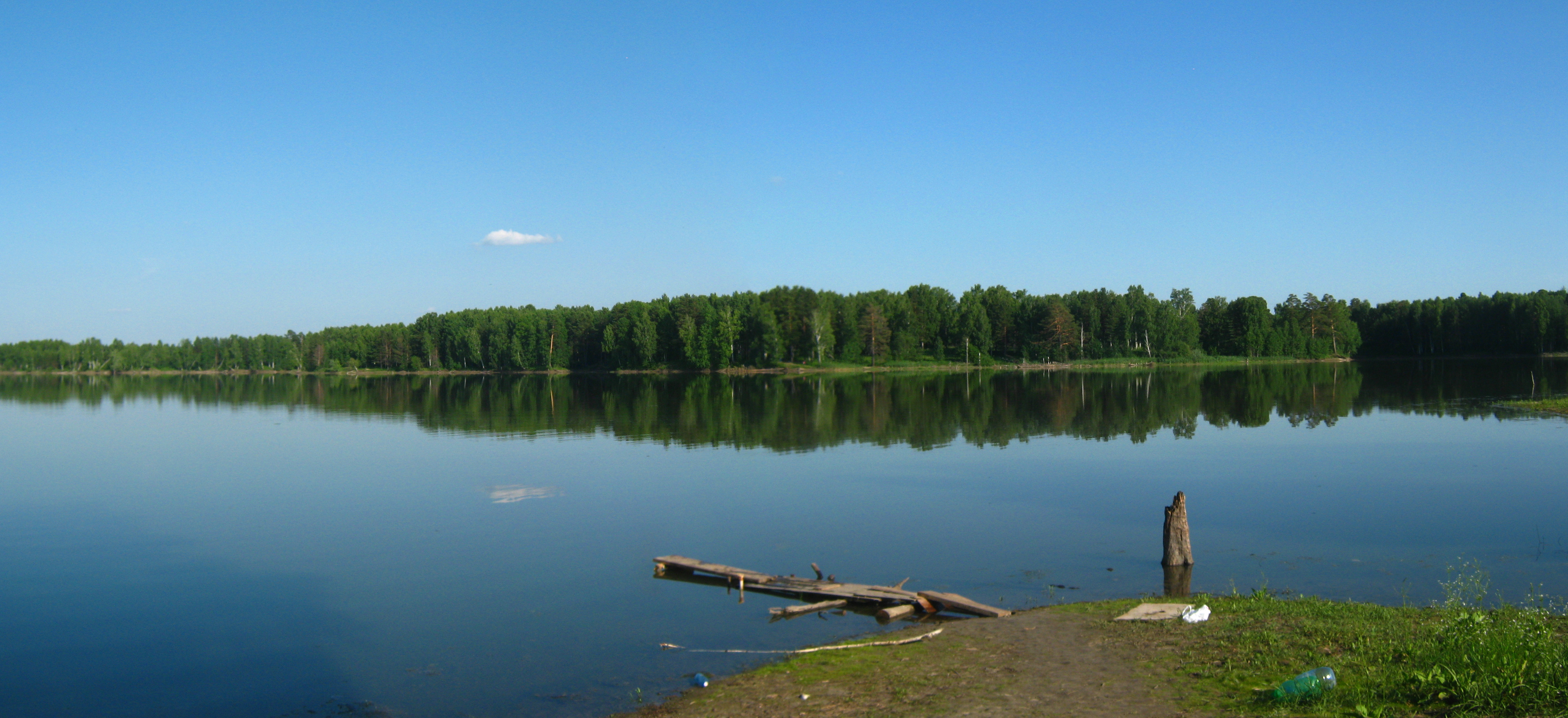
Кандинське водосховище у 2010 році

## Дані водного реєстру
За даними державного водного реєстру Росії відноситься до Верхнеобського басейнового округу, водогосподарська ділянка річки Томь від міста Кемерово і до гирла, річковий підбасейн річки Том. Річковий басейн річки — (Верхня) Об до впадіння Іртиша.